# Bački Jarak
Bački Jarak (cyr. Бачки Јарак) – miasto w Serbii, w Wojwodinie, w okręgu południowobackim, w gminie Temerin. Leży w regionie Baczka. W 2011 roku liczyło 5687 mieszkańców.